# Svendborg Kommune (1970-2006)
Svendborg Kommune i Fyns Amt blev dannet ved kommunalreformen i 1970. Ved strukturreformen i 2007 blev den udvidet til den nuværende Svendborg Kommune ved indlemmelse af Egebjerg Kommune og Gudme Kommune.

## Indlemmede kommuner

### Drejø Kommune
I 1964 blev det meste af Drejø sognekommune, der havde 368 indbyggere 1. januar 1964, indlemmet i Svendborg Købstad. Drejø Kommune omfattede Drejø, Hjortø, Skarø og flere ubeboede øer i det Sydfynske Øhav. Øen Birkholm kom til Marstal Handelsplads.

### Tåsinge Kommune
De 3 sognekommuner på Tåsinge dannede inden kommunalreformen Tåsinge Kommune:
| Kommune   | Folketal september 1965 | Byer                          |
| --------- | ----------------------- | ----------------------------- |
| Bjerreby  | 1.253                   | Bjerreby                      |
| Bregninge | 2.620                   | Bregninge, Troense og Vindeby |
| Landet    | 1.083                   | Landet, Lundby og Strammelse  |
| I alt     | 4.956                   |                               |

### Svendborg Kommune
Begrebet købstad mistede sin betydning ved kommunalreformen i 1970. Tåsinge Kommune og yderligere 4 sognekommuner blev lagt sammen med Svendborg Købstad til Svendborg Kommune:
| Kommune   | Folketal 1. januar 1970 | Byer                     |
| --------- | ----------------------- | ------------------------ |
| Svendborg | 23.163                  | Svendborg                |
| Egense    | 1.437                   | Rantzausminde            |
| Skårup    | 2.231                   | Skårup og Åbyskov        |
| Thurø     | 2.184                   | Thurø By                 |
| Tved      | 1.571                   | Tved (bydel i Svendborg) |
| Tåsinge   | 5.107                   |                          |
| I alt     | 35.693                  |                          |

## Sogne
Svendborg Kommune (1970-2006) bestod af følgende sogne, alle fra Sunds Herred:
- Bjerreby Sogn
- Bregninge Sogn
- Drejø Sogn
- Egense Sogn
- Fredens Sogn
- Landet Sogn
- Sankt Jørgens Sogn
- Sankt Nikolaj Sogn
- Skårup Sogn
- Sørup Sogn
- Thurø Sogn
- Tved Sogn
- Vor Frue Sogn

## Borgmestre[4]
| Navn               | Parti             | Periode   |
| ------------------ | ----------------- | --------- |
| Svend Åge Andersen | Socialdemokratiet | 1970-1978 |
| Viggo Schultz      | Socialdemokratiet | 1978-1984 |
| Holger Rasmussen   | Socialdemokratiet | 1984-1998 |
| Jørgen Henningsen  | Socialdemokratiet | 1998-2006 |